# Forever Living Products
Форе́вер Ли́винг Про́дактс (ФЛП, ФОРЕВЕР, Форевер Ливинг) (англ. Forever Living Products) — частная компания в штате Аризона со штаб-квартирой в Скотсдейле, пригороде Финикса. ФЛП одна из крупнейших компаний многоуровневого (сетевого) маркетинга (МЛМ), специализирующаяся на прямых продажах продукции из алоэ Вера и продуктов пчеловодства в виде напитков, косметики, средств ухода за кожей, биологически активных добавок и гигиенических средств в 152 странах мира. Форевер Ливинг Продактс была основана Рексом Моном в 1978 году, который и сегодня является председателем совета директоров. В списке 500 самых больших частных компаний мира 2006 года по версии журнала «Форбс» ФЛП присутствует под номером 340. ФЛП использует систему многоуровневого (сетевого) маркетинга (МЛМ), где дистрибьюторы выступают в качестве независимых предпринимателей, распространяя продукцию ФЛП путём индивидуальных и коллективных презентаций. На момент 2015 года компания входит в ТОП 10 сетевых компаний мира. По версии журнала Forbes